# Daniela Schreiter

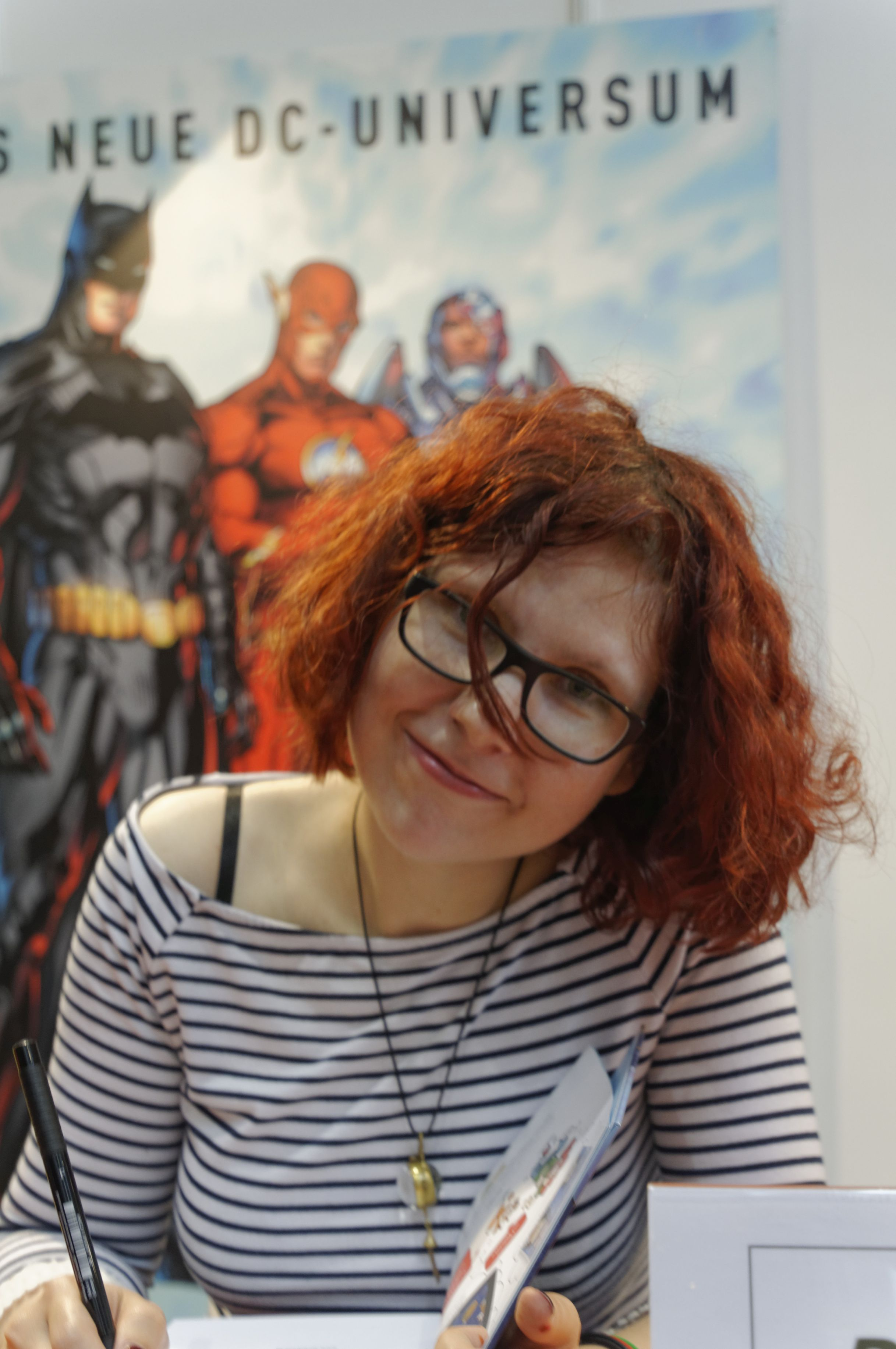
Daniela Schreiter auf der Comic Con Germany Stuttgart 2017

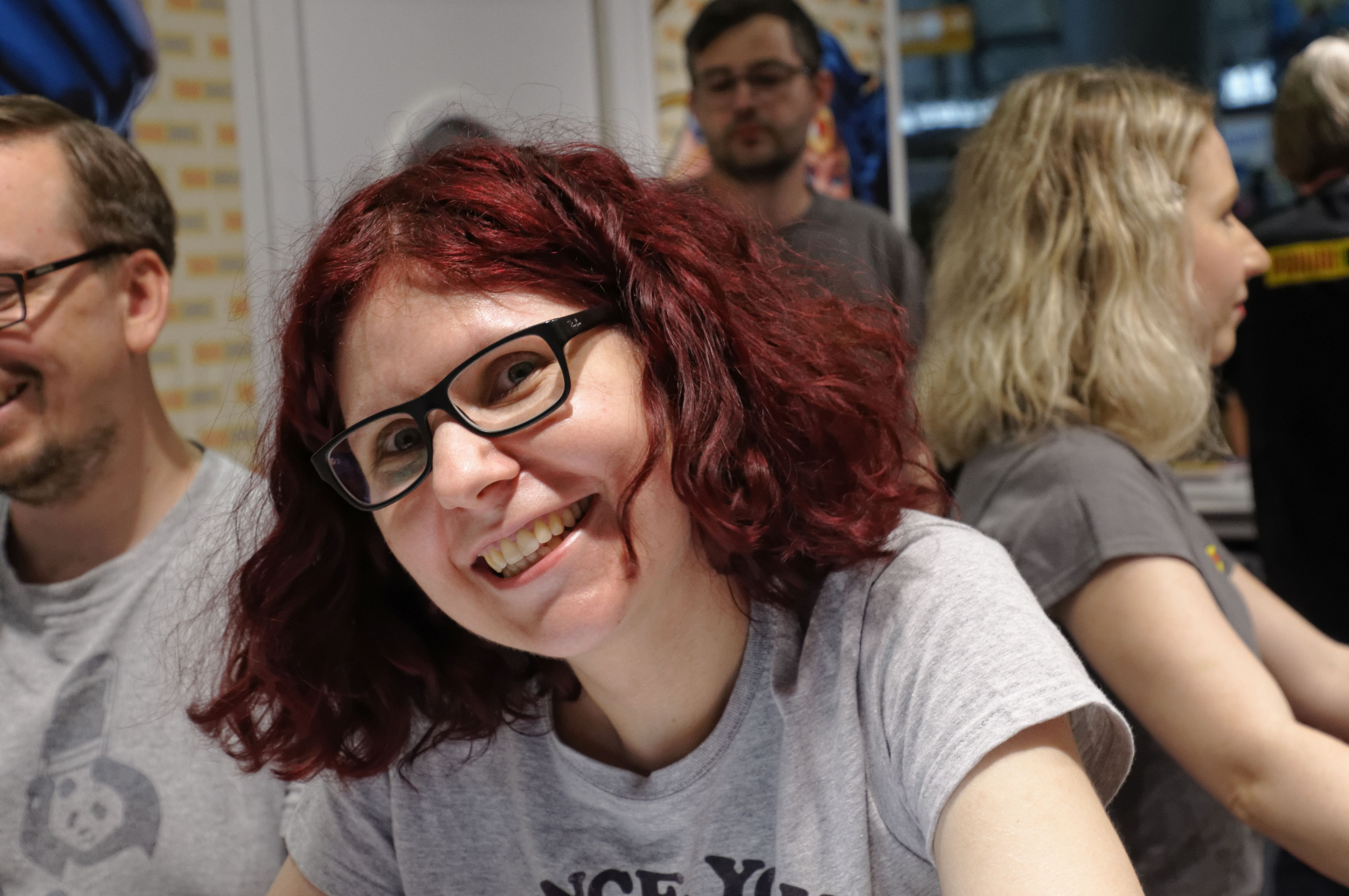
Daniela Schreiter auf der Comic Con Germany Stuttgart 2019

Daniela Schreiter, auch bekannt als Fuchskind (* 12. August 1982), ist eine deutsche Comiczeichnerin aus Berlin.

## Werk
Daniela Schreiter veröffentlicht ihre Arbeiten teils unter dem Pseudonym Fuchskind. Für die Zeitschrift Spektrum Neo, das Jugendmagazin von Spektrum der Wissenschaft, zeichnet sie die Comicserie Sofia & Nyno.
Bei Daniela Schreiter wurde das Asperger-Syndrom diagnostiziert, und sie thematisiert ihr Leben mit dem Syndrom in ihren Schattenspringer-Büchern. Das Vorwort zu ihrem Buch Lisa und Lio 1 über das Leben mit Autismus stammt von Mark Benecke.

## Veröffentlichungen
- Fuchskind: SMIgel. Verlag Michael Schlosser, Friedberg 2008, ISBN 978-3939783855.
- Fuchskind: SMIgel reloaded. Kulturmaschinen e.K., Berlin 2009, ISBN 978-3940274137.
- Fuchskind: SMIgel 2+1. Kulturmaschinen e.K., Berlin 2010, ISBN 978-3940274236.
- Daniela Schreiter: Schattenspringer. Panini, Stuttgart 2014, ISBN 978-3862019502.
- Daniela Schreiter: Schattenspringer 2. Panini,  Stuttgart 2015, ISBN 978-3-95798-308-4.
- Daniela Schreiter: Schattenspringer 3. Panini,  Stuttgart 2018, ISBN 978-3741606373.
- Daniela Schreiter: Die Abenteuer von Autistic Hero-Girl. Panini,  Stuttgart 2017, ISBN 978-3-83323-540-5.
- Daniela Schreiter: Lisa und Lio: Bd. 1: Das Mädchen und der Alien-Fuchs. Panini, Stuttgart 2020, ISBN  978-3741618239.
- Daniela Schreiter: Fabulöse Fakten. Panini Verlags GmbH, Stuttgart 2021, ISBN 978-3741624377.
- Daniela Schreiter: Lisa und Lio: Bd. 2: Das Mädchen und der Alien-Fuchs.

## Auszeichnungen
- 2022: Max-und-Moritz-Preis für Lisa und Lio: Bd. 1: Das Mädchen und der Alien-Fuchs.